# Auguste Villeroy
Pour les articles homonymes, voir Villeroy.
Auguste Villeroy (né Isidore Émile Auguste Lepage le 30 mars 1867 à Paris 6e et mort le 16 avril 1955 à Saint-Mandé) est un homme de lettres, dramaturge et poète français, actif entre 1895 et 1939.

## Biographie
Auguste Villeroy était un homme de lettres, membre de la Société des gens de lettres et de la Société des auteurs et compositeurs dramatiques. Son œuvre poétique et théâtrale a été publié de son vivant entre 1895 et la Seconde Guerre mondiale.
Auguste Villeroy fut également critique littéraire pour différentes revues et journaux tels Le Soir, Paris-Soir, La Revue française hebdomadaire, La Petite Illustration (théâtre ou poésie), La Nouvelle Revue, Comœdia, les Cahiers d’art dramatique, L'Illustration, etc.
On lui doit des recueils de poésie (Le Soleil sur la mer grise), des pièces de théâtre  en vers (La Vierge de Lutèce, Le Retour à la terre...) et en prose (Les Sentiers secrets, Les Frères Lamberlier, La Double Passion…).
En 1922, Auguste Villeroy fait partie du comité de lecture de la Société des Compagnons de la Chimère, groupe de travail théâtral constitué en 1921 et rassemblant, autour du metteur en scène Gaston Baty, le compositeur André Cadou, l'auteur dramatique Simon Gantillon, le dessinateur Boris Mestchersky et le décorateur Charles Sanlaville.
En 1927, il reçoit le prix Archon-Despérouses, puis en 1932 le prix Émile-Augier pour La Double Passion.
En 1938, Auguste Villeroy devient vice-président de la Société des poètes français.

## Théâtre
- 1896 : Hérakléa, Nouveau Théâtre, création 17 mars 1896, puis  Théâtre de l'Œuvre, mise en scène Aurélien Lugné-Poë
- 1906 : Par pitié, comédie en 1 acte de Robert de Machiels et Auguste Villeroy, création au théâtre "Little Palace" à Paris, 22 décembre
- 1909 : Myrtil, conte musical en 2 parties d'Ernest Garnier, livret d'Auguste Villeroy, avec Nelly Martyl (Myrtil).
- 1918/1919 ; 1925/1926 : Le Lion devenu vieux, Théâtre de l'Odéon[5].
- 1919 : La Fée d’Alsace, Théâtre Sarah-Bernhardt, 15 mai, par Sarah Bernhardt[6].
- 1925 : Le Retour à la terre, Comédie-Française, 21 mai
- 1935 : Les Méprises de l'amour, pièce en 1 acte
- 1935 : Une femme survint, pièce en 1 acte
- 1936 : La Vierge de Lutèce, pièce en 4 actes

## Publications
- Auguste Villeroy et Robert de Machiels, Par pitié, éditeur : R. Merville, 1911.
- Auguste Villeroy, La Fée d’Alsace : Librairie Théâtrale, artistique et Littéraire. Paris, 1919.
- Auguste Villeroy, La Double Passion, pièce en 3 actes, La Petite illustration théâtre, no 491 du 16 août 1930.
- Collectif, Agenda PLM - Paris-Lyon-Méditerranée, Auguste Villeroy, Le Plus Beau Livre par Auguste Villeroy, 1931.
- Villeroy, Auguste. « Le bienfaisant romantisme », Comœdia, 3 août 1933.
- Villeroy, Auguste. « Sur le classicisme de Zola », Comœdia, 1er octobre 1935.
- Villeroy Auguste, études et conférences, « Dix ans de théâtre : Gaston Baty », Cahiers d’art dramatique, no 28
- Auguste Villeroy, « Le centenaire de José-Maria de Heredia », L'Illustration no 5172, 25 avril 1942.